# 劇団木霊
劇団木霊（げきだんこだま）は、早稲田大学の演劇サークルである。

## 概要
早稲田大学公認の演劇サークルであり、1953年設立。佐藤B作、斉木しげる、長塚京三、久米宏など数多くの文化人を輩出してきた。
大隈講堂の裏にある専用のアトリエで活動している。
寺山修司とともに天井桟敷を立ち上げた東由多加は、天井桟敷設立以前に寺山の「血はたったまま眠っている」を劇団木霊にて演出したことで知られる。

## 略歴
1953年に早稲田大学演劇研究会から劇団「子羊の会」として発足。
1955年、劇団こだまに名称変更。
1969年、生田萬により劇団木霊に名称変更され現在に至る。
大和田伸也が、入学時の1965年時点では、後に堺雅人などを輩出することになる「演劇研究会」、鈴木忠志主催の「自由舞台」ともに、早稲田大学３大劇団と称されていた。（なお、大和田は自由舞台に入団、後に劇団四季所属となる。）
1968年にアルベール・カミュの戯曲『カリギュラ』を日本で初演したことでも知られる。
2009年10月17日放送の「にじいろジーン」のコーナーにて山口智充とともに劇団OBである佐藤B作が劇団木霊アトリエを訪問したことがある。
2012年に創設60年目記念公演『Sissi』を上演。

## 出身のOB・OG
- 佐藤B作 - 俳優
- 斉木しげる - 俳優
- 大門正明 - 俳優
- 俵木藤汰 - 俳優
- 長塚京三 - 俳優
- 久米宏 - キャスター
- 田中眞紀子 - 政治家
- クミコ - 歌手
- 生田萬 - 劇作家、演出家
- 東由多加 - 劇作家、演出家
- さとうこうじ - 俳優
- 竹井亮介 - 俳優
- 竜史 - 脚本家、演出家、俳優

## 過去公演
- 『日曜日は父曜日』　2010年2月12日〜14日　＠劇団木霊アトリエ
- 『雨とカエルと、ラブストーリー オン・ザ・コンクリート』 　2010年4月23日〜27日　＠劇団木霊アトリエ
- 『幸福な海底』　2010年9月23日〜26日　＠劇団木霊アトリエ
- 『ホシニカエル』　2010年11月3日　＠早稲田大学小野記念講堂
- 『うたかたろん』　2011年2月18日〜20日　＠劇団木霊アトリエ
- 『流れていく星のしっぽ』 　2011年5月19日〜22日　＠劇団木霊アトリエ
- 『うちに来るって本気ですか？』　2011年6月30日〜7月3日　＠劇団木霊アトリエ
- 『フレーム！』　2011年9月22日〜25日　＠劇団木霊アトリエ
- 『っていう鍋をみたんだ』　2011年12月16日〜18日　＠劇団木霊アトリエ
- 『Sissi』　2012年5月7日〜13日　＠劇団木霊アトリエ
- 『あんしんメトロ』　2012年9月20日〜23日　＠劇団木霊アトリエ
- 『ざくろの剥製』　2012年12月21日〜24日　＠劇団木霊アトリエ
- 『生姜女の産声』　2013年5月8日〜12日　＠劇団木霊アトリエ
- 『アムー』　2013年9月19日〜22日　＠劇団木霊アトリエ
- 『deuil(ドゥイユ)』　2013年12月19日〜22日　＠劇団木霊アトリエ
- 『ジェイソン』　2014年2月21日〜23日　＠劇団木霊アトリエ
- 『曾根崎心中』　2014年5月15日〜19日　＠劇団木霊アトリエ
- 『女絵描きの一生』　2014年9月18日〜21日　＠劇団木霊アトリエ
- 『RebelLion!』　2014年12月19日〜22日　＠劇団木霊アトリエ
- 『門』　2015年2月27日〜3月1日　＠劇団木霊アトリエ
- 『東京』　2015年5月22日〜25日　＠劇団木霊アトリエ
- 『HAMLET be』　2015年9月17日〜20日　＠劇団木霊アトリエ
- 『生まれる。』　2015年10月16日〜18日　＠劇団木霊アトリエ
- 『ユリイカ・ユリイカ』　2015年12月18日〜21日　＠劇団木霊アトリエ
- 『余白の音』　2016年3月4日〜6日　＠いじ☆かるstudio/2016年4月8日〜11日　早稲田小劇場どらま館
- 『喩えばウラシマタロウが玉手箱を開ける際に何を望んだのか－期待するから裏切られる－健全さを捨てた健康な生活を送るための忌憚』 2017.5/20 - 5/23 @劇団木霊アトリエ
- 『full』 2016.9/15 - 9/18 @劇団木霊アトリエ
- 『鏡』 2016.12/16 - 12/19 @劇団木霊アトリエ
- 『アドルフ』 2016.5/20 - 5/23 @劇団木霊アトリエ
- 『フェルセンの森』 2017.9/14 - 9/17 新人公演 @劇団木霊
- 『ROMEO & JULIET』 2017.11/4 @早稲田祭11号館前ステージ
- 『Help!』 2017.12.15 - 12.18 @劇団木霊アトリエ
- 『ザザザッと、トーキョー』 2018.3/23 - 3/26 @劇団木霊アトリエ
- 『違う星』 2018.5/25 - 5/28 @劇団木霊アトリエ
- 『夜あけのうた』 2018.9/8 - 9/11 @劇団木霊アトリエ
- 『燦々とカサブランカ』 2018.10/11 - 10/15 @劇団木霊アトリエ
- 『インドの水曜日』 2018.11/2 - 11/4 @劇団木霊アトリエ
- 『一方通行住人物語』 2018.12/21 - 12/23 @劇団木霊アトリエ
- 『いきづまり』 2019.3/1 - 3/4 @劇団木霊アトリエ
- 『グレート・ギャツビー』本公演 2019.5/24 - 5/27 @劇団木霊アトリエ
- 『鯖々』新人公演 2019
- 『オクダアタミオ』
- 『あく魔憑き』
- 『トウヒコウ』
- 『地獄のユーモア』
- 『トランス』本公演 2020
- 『真空のジェンガ』新人公演 2020
- 『YOKO』本公演 2021
- 『犀臨』新人公演 2021
- 『止まる跡』
- 『はらいそ少女解脱教』
- 『皓白の麗ら』
- 『職業的天使の祈り』本公演 2022
- 『なれのはてのなお』新人公演 2022
- 『ほつれる』

## 関連書籍
- 「劇団こだま公演『かもめ』」著:天瀬夕梨絵  文藝春秋企画出版部 2004年